# Epicadinus spinipes
Epicadinus spinipes är en spindelart som först beskrevs av John Blackwall 1862.  Epicadinus spinipes ingår i släktet Epicadinus och familjen krabbspindlar. Inga underarter finns listade i Catalogue of Life.